# Pfälzerlied

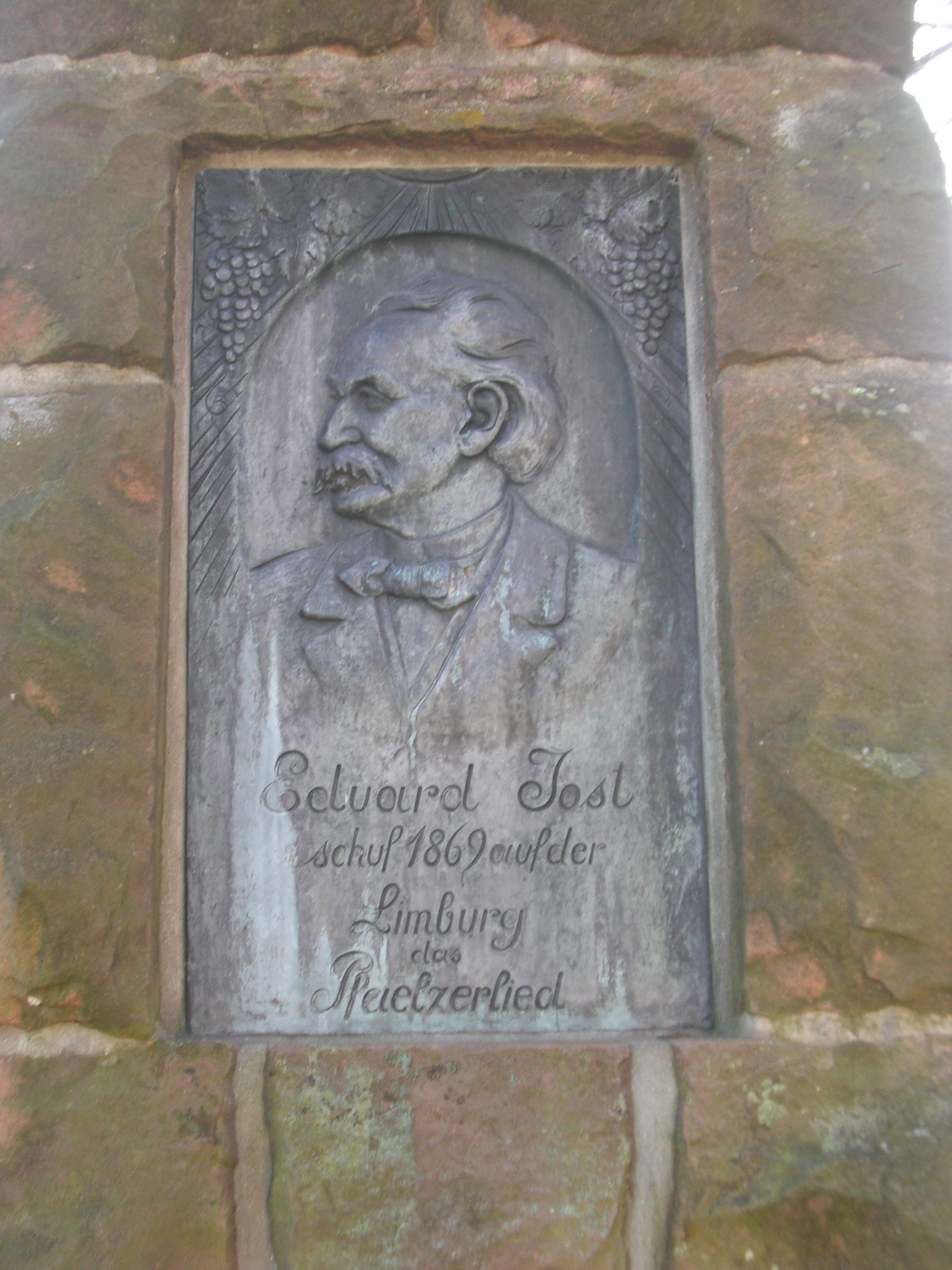
Gedenktafel bei der Limburg

Das Pfälzerlied ist ein Volkslied und gilt, vergleichbar mit anderen deutschsprachigen Regionalhymnen, als diejenige der Pfalz, die zum heutigen Bundesland Rheinland-Pfalz gehört. Der Text stammt von dem Opernsänger und Schriftsteller Eduard Jost, die Melodie von dem Kapellmeister und Pianisten Emil Sauvlet. Verfasst wurde es in den Jahren 1869 (Text) und 1877 (Musik).

## Geschichte

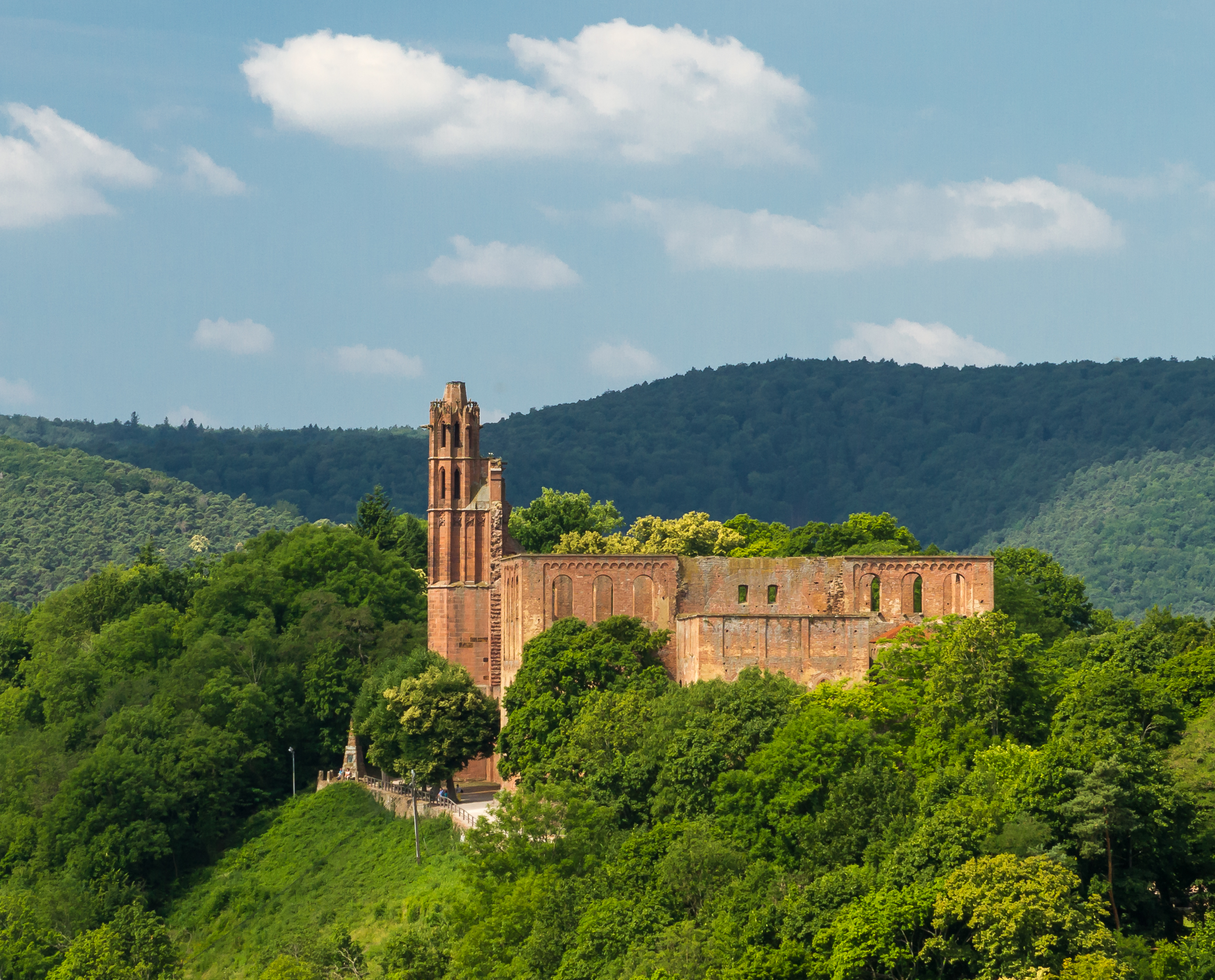
Klosterruine Limburg

Jost soll das Pfälzerlied während seiner Zeit in Dürkheim (1867–1870) gedichtet haben. Seinen eigenen Erinnerungen zufolge unternahm er im Sommer 1869 des Öfteren mit Hippolyt August Schaufert, der zu dieser Zeit als Polizeikommissär in Dürkheim tätig war, ausgedehnte Spaziergänge. Im August dieses Jahres, an einem schönen Tag, gelangte er bei solch einem Spaziergang auf die mittelalterliche Klosterruine Limburg, die er schon öfter bewandert hatte; dieses Mal allerdings erklomm er den Turm der Anlage, was er zuvor nie getan hatte. Von dort aus konnte er die Türme des Wormser Doms und den Speyerer Dom sehen, „in dessen Fenster die Nachmittagssonne blitzte, als wenn im Inneren des Gotteshauses Feuer wütete“. Er sah ferner die Höhen des Odenwalds hinter der Bergstraße, den Rhein, der sich durch die Ebene wand, und die Ruine des Heidelberger Schlosses. Von Begeisterung bei diesem Ausblick ergriffen, verfasste er die Zeilen des Pfälzerlieds. Eine Steinpyramide mit Gedenktafel erinnert bei der Limburg an das Ereignis.
Das Gedicht, das er verfasst hatte, schickte Jost an die Redaktion des „Pfälzer Kurier“ in Ludwigshafen am Rhein. Es wurde wenige Tage später im Feuilleton des Blattes abgedruckt, und Jost glaubte danach, es sei vergessen. Doch acht Jahre später, im Herbst 1877, besuchte Jost, der mittlerweile in Landau in der Pfalz lebte, dort ein Konzert im Hotel „Zum Schwan“. Bei der Aufführung begleitete der in Dänemark geborene Musiker Emil Sauvlet auf seinem Harmonium eine schwedische Sängerin namens Svendson. Als nach dem Konzert eine Zugabe gefordert wurde, kündigte Sauvlet ein „Pfälzer Lied“ an, worauf die Schwedin „in einfacher, herzgewinnender Melodie“ jene Zeilen sang, die Jost acht Jahre zuvor im „Pfälzer Kurier“ publiziert hatte. Von Jost auf die Herkunft des Lieds angesprochen, erklärte Sauvlet, er habe vor einer Weile in Speyer ein Konzert gegeben und sich dort ein Paar weiße Glacéhandschuhe gekauft; diese seien in Zeitungspapier eingewickelt gewesen, auf dem er den Text des Pfälzerlieds von Jost gefunden habe. Der Text habe ihn sehr angesprochen, so dass er eine Melodie dazu komponiert habe; das Lied sei von Fräulein Svendson dann bei Konzerten in Speyer, Neustadt an der Haardt, Kaiserslautern, Zweibrücken und Pirmasens vorgetragen worden und habe guten Anklang gefunden. Nachdem Jost sich als der Verfasser des Textes zu erkennen gegeben hatte, schenkte Sauvlet ihm das Originalmanuskript der Komposition und trat Jost alle Rechte daran ab. Jost wiederum gab später die Rechte an dem Lied an die Mainzer Firma B. Schott’s Söhne ab.
Von seiner Entstehung bis ins erste Drittel des 20. Jahrhunderts war das in Hochdeutsch und nicht in Pfälzer Mundart abgefasste Lied in der Pfalz sehr beliebt und gehörte zum Repertoire von Chören und Gesangvereinen. Das kunstvolle Lied wurde zu allen Zeiten mehr von kleinen Gruppen dargeboten, z. B. auf Bühnen, als von großen Massen selbst gesungen.
Nachdem in der Zeit des Nationalsozialismus Begriffe wie „Heimat“ missbräuchlich benutzt worden waren, wurde im Nachkriegsdeutschland weitgehend auf die Beschäftigung damit verzichtet, v. a. im Schulunterricht. So geriet auch das Pfälzerlied in der Bevölkerung allmählich in Vergessenheit. Erst im ausgehenden 20. Jahrhundert kehrte es vermehrt ins Liedgut der Chöre, die sich der Tradition verpflichtet fühlen, zurück.

## Text
| Das Pfälzerlied |
| --- |
| Am deutschen Strom, am grünen Rheine ziehst du dich hin, o Pfälzerland! Wie lächelst du im Frühlingsschmucke, wie winkt des Stromes Silberband! Da steh’ ich auf des Berges Gipfel und schau auf dich in süßer Ruh’, und jubelnd ruft’s in meinem Herzen: O Pfälzerland, wie schön bist du! O Pfälzerland, wie schön bist du! |
| Es nickt von deinen sanften Hügeln die Rebe mir im Sonnenstrahl, es lockt das Grün mich deiner Wälder, der Fluren Pracht in jedem Tal. Von deinen Kirchen und Kapellen tönt mir die Sonntagsglocke zu, und Andacht und Begeist’rung flüstern: O Pfälzerland, wie schön bist du! O Pfälzerland, wie schön bist du!             |
| Und deiner Burgen graue Trümmer und deines Domes stolzer Bau, wie grüßen sie im Sonnengolde vom Berge mich und aus der Au! Es zieht mich hin zu ihren Räumen, es treibt mich ihren Hallen zu, und wie ich wandre, tönt es freudig: O Pfälzerland, wie schön bist du! O Pfälzerland, wie schön bist du!                        |
| Ja, schön bist du, o Fleckchen Erde am deutschen Strom, am grünen Rhein, du Land voll Biederkeit und Treue, du Land im Frühlingssonnenschein! Und find’ ich einst in deinem Schoße, o Pfälzerland, die sel’ge Ruh’, dann ruf’ ich mit dem letzten Hauche: O Pfälzerland, wie schön bist du! O Pfälzerland, wie schön bist du! |

## Erläuterungen
Viele der im Lied angesprochenen Vorzüge sind ideeller Natur oder direkt benannt, so dass nur wenige Punkte einer weiteren Erklärung bedürfen:
- Der grüne Rhein heißt nicht, dass der Fluss, der die Ostgrenze der Pfalz darstellt, diese Farbe aufweist; vielmehr ist damit die Fruchtbarkeit der umliegenden Landschaft angesprochen, die wegen des milden Klimas häufig als die Toskana Deutschlands apostrophiert wird. Die Bezeichnung des Flusses als „grüner Rhein“ findet sich auch in dem 1824 entstandenen, im 19. Jahrhundert recht bekannten patriotischen Lied „Zwischen Frankreich und dem Böhmerwald“ von August Heinrich Hoffmann von Fallersleben. Der Fluss selbst präsentiert sich in der nächsten Zeile von Josts Liedtext wörtlich als „Silberband“.

- Des Berges Gipfel ist der Standplatz des Dichters am Rand des Gebirgszugs der Haardt bei Bad Dürkheim (siehe Abschnitt Geschichte). In diesem Bereich findet seit den 1990er Jahren alljährlich im Oktober der Bad Dürkheimer Berglauf über 8700 m statt, der 4. und mit 510 m kumulierter Steigung steilste Lauf um den Pfälzer Berglaufpokal.

- Mit den von Reben bestandenen Hügeln sind diejenigen an der 85 km langen und seit 1935 so benannten Deutschen Weinstraße gemeint. Diese verläuft inmitten der etwa 10 km breiten hügeligen Bruchstufe, wo zwischen Mittelgebirge und Ebene der Hauptteil des pfälzischen Weinanbaugebiets liegt.

- Die Wälder bedeuten den Pfälzerwald, eines der größten zusammenhängenden Waldgebiete Deutschlands und auch eine der größten zusammenhängenden europäischen Waldflächen. Dieser Naturpark wurde 1998 deutscher Teil des ersten grenzüberschreitenden Biosphärenreservates der UNESCO, nämlich des Biosphärenreservats Pfälzerwald-Vosges du Nord.

- An der Haardt befinden sich zahlreiche Burgen. Am bekanntesten ist die einstige Kästenburg, die unter ihrem späteren Namen Hambacher Schloss zum Symbol der deutschen Demokratiebewegung wurde, weil dort 1832 das Hambacher Fest stattfand.

- Der gepriesene Dom ist der größte und der einzige zur Pfalz gehörige der drei romanischen Kaiserdome am Oberrhein, nämlich derjenige von Speyer, der für je vier deutsche Kaiser und Könige als Grablege diente.

## Trivia
- Das Pfälzerlied war eines der drei Lieder, die sich General Wolters anlässlich seiner Verabschiedung als SACEUR – im Rahmen eines Großen Zapfenstreichs am 1. Juni 2022 – gewünscht hatte („Serenadenwunsch“).[4]